# 食人族的爱神
《食人族的爱神》（義大利語：Papaya dei Caraibi）是一部1978年的意大利食人族電影，由喬·達馬托執導，羅伯托·甘杜斯（Roberto Gandus）編劇，梅麗莎·奇門蒂主演，與瑟芭·蓮恩演對手戲。

## 剧情
一個加勒比島嶼上將要建造一座核電站，而这是違背當地人意願的。島民們在他們的爱神帕帕娅，一位熱帶美女的指導下，召集了一個小型秘密抵抗組織來抵制該計劃。帕帕娅誘騙了項目的工程師，目的是收集有關計劃中的發電廠的信息。然後工程師被殘忍地殺害，有食人行為发生。
在這個充滿異國情調的天堂裡，批判社會的記者萨拉度過了她的假期。一次偶然的機會，她結識了參與發電廠建設的工程師文森特。兩人並不知道發生了血腥的事情，在一次短途旅行中遇到了帕帕娅。看似友好的當地人引誘两人參加一個名為“紅石慶典”的傳統儀式，在儀式上，兩人被下藥。
幾天后，薩拉被該組織的兩名成员綁架。她得知文森特將被謀殺，而她本人则可以倖免，去报导鎮壓居民的情況。文森特向帕帕娅投降，但後來还是被謀殺。薩拉愛上了抵抗組織領袖，並與他開始了一段充滿激情的性關係。這段關係喚醒了雙性戀的帕帕娅的嫉妒心，她引誘薩拉進入另一段溫柔而色情的羅曼史。

## 演员
- 梅麗莎·奇門蒂（英语：Melissa Chimenti） 饰 帕帕娅（Papaya）
- 瑟芭·蓮恩（英语：Sirpa Lane） 饰 萨拉（Sara）
- 莫里斯·波莉（英语：Maurice Poli） 饰 文森特（Vincent）
- 达卡（英语：Dakar (actor)） 饰 儀式领导（未署名）